# 肯·格林 (1924年)
肯尼思·“肯”·格林（英語：Kenneth "Ken" Green，1924年4月27日—2001年6月7日），英格兰前男子足球运动员，司职边后卫。他曾代表英格兰代表队参加1954年国际足联世界杯，结果队伍止步八强。